# Vegetativní rozmnožování

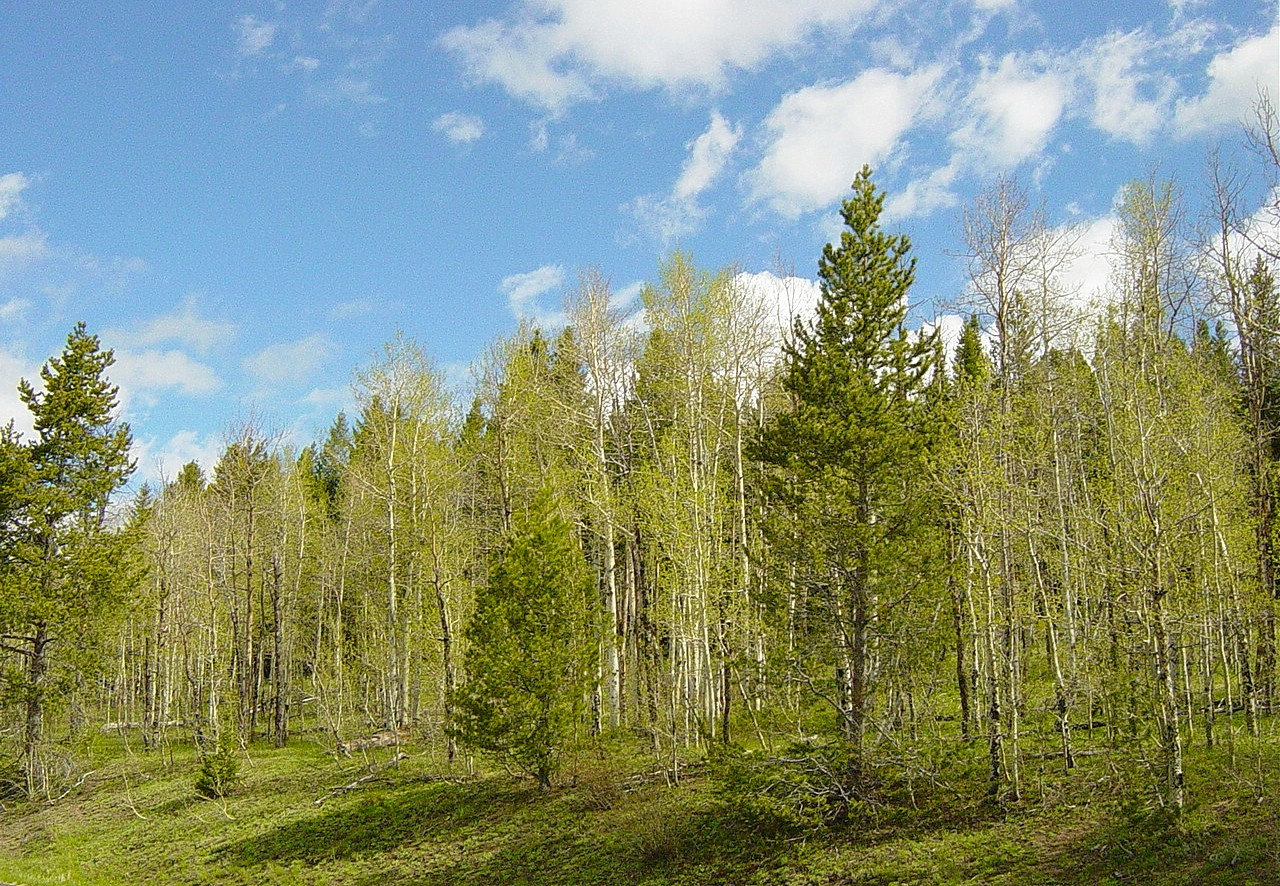
Někdy mohou některé rostliny vytvořit díky vegetativnímu rozmnožování celé lesy klonů, jako například topol

Vegetativní rozmnožování je druh nepohlavního rozmnožování (tedy klonování), při němž potomek vzniká jinak než z výtrusu (spory) a semene. V přírodě je běžným způsobem rozmnožování rostlin, hub a bakterií. V zahradnické praxi se jím množí rostliny.
Druhem vegetativního (nepohlavního) rozmnožování je i štěpování, které zahrnuje očkování a roubování. Těmito metodami je přenášena část rostliny s požadovanými vlastnostmi na jinou rostlinu, takže vzniklý organismus má vlastnosti vegetativně množené rostliny a z menší části i vlastnosti rostliny (podnože), na kterou byla tkáň (roub, očko) přenesena.
Rostlinám umožňují vegetativní rozmnožování dělivá pletiva. Metodou nepohlavního rozmnožování mnohých jednobuněčných organismů je binární dělení. Výsledkem mohutného vegetativního rozmnožování je genetická uniformita vzniklé populace.
V přírodě je vegetativní rozmnožování časté u trvalých rostlin. Obvykle se tyto rostliny rozšiřují pomocí modifikovaných stonků (např. plazivých). Možností je však mnohem více, vegetativní rozmnožování může zprostředkovat jakákoli část rostliny včetně kořene či listu. Někdy vegetativním rozmnožováním vznikají rozsáhlé kolonie klonů, někdy i celé lesy.

## Způsoby vegetativního rozmnožování v zahradnické praxi
V zahradnické praxi se kulturní rostliny rozmnožují několika způsoby. Patří sem:
- řízkování – spočívá v nařezání mladých výhonků na kousky. Výhonky nejčastěji obsahují tři listy nebo se dělají zcela krátké, asi 2 cm dlouhé. Nechají se zakořenit v půdě, vodě či živném médiu.
- hřížení – principem je zakořenění větve nebo šlahounu mateřské rostliny. Ta je pak oddělena a vzniká nový jedinec či jedinci. Hřížení může být:
  - přírodní – spočívá v tom, že se větev nebo šlahoun samy dotýkají delší dobu země a po čase zakoření s tím, že například spojení s původní rostlinou uhnije.
  - obyčejné – delší stonek vycházející z rostliny přihrneme hlínou tak, aby se jeho zakončení nacházelo nad zemí. Pokud stonek zakoření, můžeme ho oddělit od mateřské rostliny a vypěstovat rostlinu novou. Využívá se zejména u bobulovin.
  - vrcholové – spočívá v zanoření vrcholu stonku do země. V okamžiku, kdy na tomto místě vyraší ze země stonek nový, oddělíme starý stonek od původní rostliny.
  - paprskové – spočívá v několikanásobném přihrnutí dlouhých stonků. Jde vlastně o multiplikovanou podobu obyčejného hřížení.
  - vzdušné – provádí se ve vzduchu na větvích či šlahounech. Větev se nařízne po vnitřní letorosty a neprodyšně zabalí s ovlhčenou rašelinou nebo jiným materiálem. Po čase můžeme přes igelit vidět rašící kořínky. V tomto okamžiku větvičku uřízneme a zasadíme. (Důležité je použít průhledný igelit, aby byly rašící kořínky vidět. Dále musíme pevně utěsnit, aby se do rány stromu nedostali škůdci.) Toto hřížení se provádí spíše v humidnějších tropech či sklenících, v sušších oblastech je pravděpodobnost úspěchu malá.
- oddělky (kopčení) – spočívá v oddělování jednotlivých částí rostlin.
- odkopky – jde vlastně o oddělování odnoží.
- množení šlahouny – jde o oddělování zakořeněných i nezakořeněných šlahounů (jahody).